# Unterseeboot U-84 (1916)
Pour les autres navires du même nom, voir Unterseeboot 84.
L'Unterseeboot U-84 est l’un des 329 sous-marins servant dans la marine impériale allemande pendant la Première Guerre mondiale. L'U-84 a été engagé dans la guerre navale et a pris part à la première bataille de l'Atlantique.
Initialement, les sous-marins U-81 à U-83 avaient un canon de 10,5 cm avec 140 à 240 obus. D’autre part, les sous-marins U-84 à U-86 avaient deux canons de 8,8 cm. En 1917, les U-84 à U-86 ont été rééquipés d’un seul canon de 10,5 cm avec 240 obus.

## Conception
Les sous-marins de type U 81 ont été précédés par les sous-marins de type UE I, plus courts. L'U-84 avait un déplacement de 808 tonnes en surface et de 946 tonnes en immersion. Le navire avait une longueur hors tout de 70,06 m, et 55,55 m pour la coque sous pression, un maître-bau de 6,30 m, une hauteur de 8 m et un tirant d'eau de 4,02 m. Le sous-marin était propulsé par deux moteurs de 2400 ch (1800 kW) en surface et deux moteurs de 1200 ch (880 kW) en immersion. Il avait deux arbres d'hélice. Il était capable d’opérer à des profondeurs allant jusqu’à 50 mètres.
Le sous-marin avait une vitesse maximale de 16,8 nœuds (31,1 km/h) en surface et de 9,1 nœuds (16,9 km/h) en immersion. Il pouvait parcourir 11220 milles marins (20780 km) à 8 nœuds (15 km/h) en surface, et 56 milles marins (104 km) à 5 nœuds (9,3 km/h) en immersion. L'U-84 était armé de quatre tubes lance-torpilles de 50 centimètres, un à bâbord et un à tribord à chaque extrémité, de douze à seize torpilles et d’un canon de pont de 10,5 cm SK L/45. Il avait un équipage de trente-cinq hommes : trente et un matelots et quatre officiers.

## Affectations
- Flottille IV : du 3 décembre 1916 au 26 janvier 1918.

## Commandants
- Kapitänleutnant Walter Roehr[3] : du 17 octobre 1916 au 26 janvier 1918.

## Navires coulés
| Date             | Nom                | Nationalité | Tonnage | Destin.             |
| ---------------- | ------------------ | ----------- | ------- | ------------------- |
| 14 décembre 1916 | Aamot              | Norvège     | 1362    | Capturé comme prise |
| 18 décembre 1916 | Malcolm            | Suède       | 2100    | Capturé comme prise |
| 9 janvier 1917   | Alexandrian        | Royaume-Uni | 4467    | Endommagé           |
| 10 janvier 1917  | Bergenhus          | Norvège     | 3606    | Coulé               |
| 12 janvier 1917  | Auchencrag         | Royaume-Uni | 3916    | Coulé               |
| 15 janvier 1917  | Kinpurney          | Royaume-Uni | 1944    | Coulé               |
| 15 janvier 1917  | Omsk               | Danemark    | 1574    | Coulé               |
| 20 janvier 1917  | Bulgarian          | Royaume-Uni | 2515    | Coulé               |
| 20 janvier 1917  | Neuquen            | Royaume-Uni | 3583    | Coulé               |
| 17 février 1917  | Bayonne            | France      | 2589    | Coulé               |
| 17 février 1917  | Romsdalen          | Royaume-Uni | 2548    | Coulé               |
| 18 février 1917  | SS Berrima         | Royaume-Uni | 11137   | Endommagé           |
| 18 février 1917  | Hunsworth          | Royaume-Uni | 2991    | Endommagé           |
| 18 février 1917  | Juno               | Norvège     | 2416    | Coulé               |
| 18 février 1917  | Valdes             | Royaume-Uni | 2233    | Coulé               |
| 21 février 1917  | Dukat              | Norvège     | 1408    | Coulé               |
| 22 février 1917  | Invercauld         | Royaume-Uni | 1416    | Coulé               |
| 13 avril 1917    | Argyll             | Royaume-Uni | 3547    | Coulé               |
| 13 avril 1917    | Lime Branch        | Royaume-Uni | 5379    | Endommagé           |
| 18 avril 1917    | Cragoswald         | Royaume-Uni | 3235    | Coulé               |
| 18 avril 1917    | Rowena             | Royaume-Uni | 3017    | Coulé               |
| 19 avril 1917    | Elswick Manor      | Royaume-Uni | 3943    | Coulé               |
| 20 avril 1917    | Malakand           | Royaume-Uni | 7653    | Coulé               |
| 1 juillet 1917   | Bachi              | Espagne     | 2184    | Coulé               |
| 1 juillet 1917   | Demerara           | Royaume-Uni | 11484   | Endommagé           |
| 4 juillet 1917   | Goathland          | Royaume-Uni | 3044    | Coulé               |
| 7 juillet 1917   | Condesa            | Royaume-Uni | 8557    | Coulé               |
| 7 juillet 1917   | Oxø                | Norvège     | 831     | Coulé               |
| 12 août 1917     | Ursus Minor        | Norvège     | 623     | Coulé               |
| 13 août 1917     | HMS Bergamot       | Royal Navy  | 1290    | Coulé               |
| 24 novembre 1917 | Actaeon            | États-Unis  | 4999    | Coulé               |
| 1 décembre 1917  | Antonios Stathatos | Grèce       | 2743    | Coulé               |
| 2 décembre 1917  | Birchgrove         | Royaume-Uni | 2821    | Coulé               |
| 9 janvier 1918   | Bayvoe             | Royaume-Uni | 2979    | Coulé               |
| 10 janvier 1918  | Cardiff            | Royaume-Uni | 2808    | Endommagé           |
| 11 janvier 1918  | Mereddio           | Royaume-Uni | 3069    | Coulé               |
| 12 janvier 1918  | Château Laffite    | France      | 1913    | Coulé               |
| 17 janvier 1918  | Messidor           | Royaume-Uni | 3883    | Endommagé           |